# Bách thanh xám phương nam
Bách thanh xám phương nam (danh pháp hai phần: Lanius meridionalis) là một loài chim thuộc Họ Bách thanh (Laniidae). Đây là loài có mối liên hệ chặt chẽ với Bách thanh xám lớn hay bách thanh phương bắc, mà nó được sử dụng để được xem xét là cùng loài, nơi chúng cùng phân bố, chúng không giao phối và được phân cách bởi sự lựa chọn của môi trường sống.

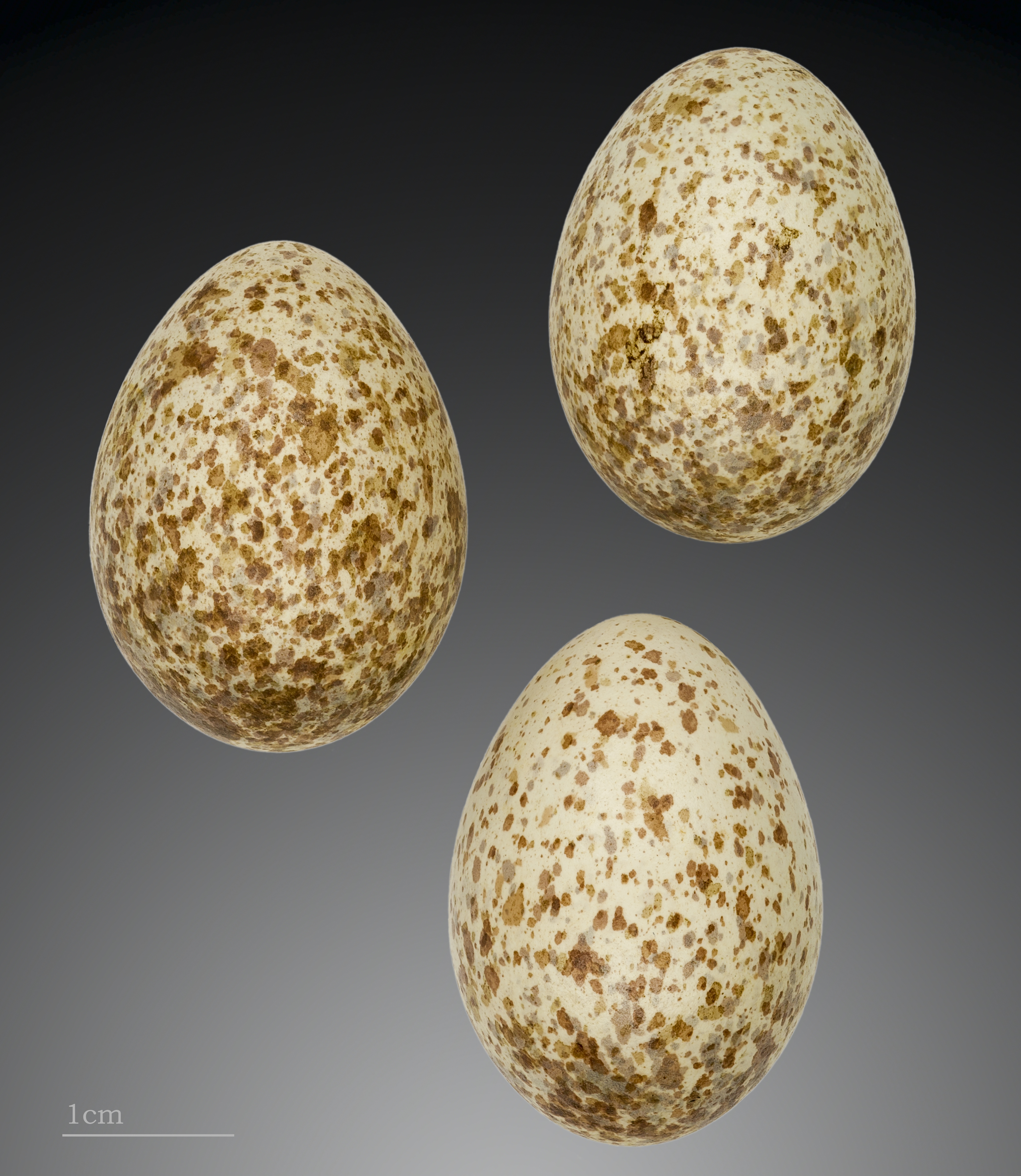
Trứng chim Lanius meridionalis

Loài L. m. pallidirostis sinh sản ởmiền nam châu Âu và Bắc Phi. Nó là hơi nhỏ hơn và đậm hơn so với Great Shrike xám, và thích khô nước mở.
Loài L. m. pallidirostis sinh sản ở Trung Á và mùa đông ở vùng nhiệt đới. Nó có lợt hơn nhiều bách xanh xám phương nam, và đôi khi được chia như là một loài riêng biệt. Nó cũng thích môi trường sống khô cằn hơn với thảm thực vật thưa thớt.
Chúng ăn côn trùng, chim và động vật gặm nhấm nhỏ. Giống như chim bách thanh khác, nó đậu trên một cành cây nhô lên, chúng xiên xác chết trên gai hoặc dây thép gai là một "tủ đựng thịt".